# Lista das principais fomes na Índia britânica
Esta é uma cronologia das principais fomes no subcontinente indiano durante os anos de domínio britânico na Índia entre 1765 a 1947. As fomes incluídas aqui ocorreram tanto nos estados principescos (regiões administradas pelos governantes indianos) e a Índia britânica (regiões administrada pela Companhia Britânica das Índias Orientais entre 1765-1857, ou pela Coroa Britânica no Raj britânico de 1858-1947). O ano de 1765 é escolhido como o ano de início porque nesse ano a Companhia Britânica das Índias Orientais, após a sua vitória na Batalha de Buxar, foi concedido o Diwani (direitos às receitas de terra) na região de Bengala (embora não diretamente administrasse Bengala até 1784, quando foi concedido o Nizamat, ou o controle da lei e da ordem.) O ano de 1947 é o ano em que o Raj britânico foi dissolvido e os novos países sucessores, o Domínio da Índia e o Domínio do Paquistão, nasceram.

## Cronologia
| Lista cronológica de fomes na Índia entre 1765 e 1947 | Lista cronológica de fomes na Índia entre 1765 e 1947               | Lista cronológica de fomes na Índia entre 1765 e 1947                                                                      | Lista cronológica de fomes na Índia entre 1765 e 1947            | Lista cronológica de fomes na Índia entre 1765 e 1947 |
| Ano                                                   | Nome da fome (se houver)                                            | Território britânico | Reinos Indianos / estados principescos                           | Mortalidade |
| ----------------------------------------------------- | ------------------------------------------------------------------- | --- | ---------------------------------------------------------------- | --- |
| 1769–70                                               | Grande Fome de Bengala                                              | Bihar, Norte e Centro de Bengala                                                                                           |                                                                  | 10 milhões (cerca de um terço da então população de Bengala). Disputada como excessiva.[carece de fontes?]                                                                                             |
| 1782–83                                               |                                                                     | cidade de Madras e áreas adjacentes                                                                                        | Reino de Mysore                                                  | Veja abaixo. |
| 1783–84                                               | Fome Chalisa                                                        | | Déli, Oudh ocidental, Punjabe Oriental , Rajputana, e Caxemira   | Fome severa. Grandes áreas foram despovoadas. Até 11 milhões de pessoas podem ter morrido durante os anos 1782–84.                                                                                     |
| 1791–92                                               | Fome Doji bara ou Fome Skull                                        | | Hiderabade, Sul do país de Marata, Decão, Guzerate, e Marwar     | Uma das fomes mais graves conhecidas. As pessoas morreram em número tal que não podiam ser cremados ou enterradas. Acredita-se que 11 milhões de pessoas podem ter morrido durante os anos de 1788–94. |
| 1837–38                                               | Fome de Agra de 1837-1838                                           | Doab Central e distritos trans-Jumna da Províncias Norte-Ocidental (mais tarde Província de Agra), incluindo Déli e Hissar |                                                                  | 800,000. |
| 1860–61                                               | Fome Doab superior de 1860-1861                                     | Doab superior da Agra; divisões de Déli e Hissar do Punjabe                                                                | Rajputana oriental                                               | 2 milhões. |
| 1865–67                                               | Fome de Orissa de 1866                                              | Orissa (até 1867) e Bihar; distritos de Bellary e Ganjam de Madras                                                         |                                                                  | 1 milhão (814,469 em Orissa, 135,676 em Bihar e 10,898 em Ganjam) |
| 1868–70                                               | Fome de Rajputana de 1869                                           | Ajmer, Agra ocidental, Punjabe oriental                                                                                    | Rajputana                                                        | 1.5 milhão (principalmente nos estados principescos de Rajputana) |
| 1873–74                                               | Fome de Bihar de 1873–1874                                          | Bihar |                                                                  | Uma tentativa de ajuda extensa foi organizada pelo governo de Bengala. Não houve mortalidade durante a fome.                                                                                           |
| 1876–78                                               | Grande Fome de 1876–1878 (também fome no sul da Índia de 1876-1878) | Madras e Bombai | Mysore e Hiderabade                                              | 5.5 milhões em território britânico. Mortalidade desconhecida para os estados principescos. Estimativas de mortalidade total da fome variam de 6.1 para 10.3 milhões.                                  |
| 1888–89                                               |                                                                     | Ganjam, Orissa e Norte de Bihar                                                                                            |                                                                  | 150,000 mortes em Ganjam. Mortes foram devido à fome como auxílio à fome não foi fornecido a tempo. |
| 1896–97                                               | Fome indiana de 1896-1897                                           | Madras, Bombai Decão, Bengala, Províncias Unidas, Províncias Centrais                                                      | Norte e leste de Rajputana, partes da Índia Central e Hiderabade | 5 milhões em território britânico. |
| 1899–1900                                             | Fome indiana de 1899-1900                                           | Bombai, Províncias Centrais , Berar, Ajmer                                                                                 | Hiderabade, Rajputana, Índia Central, Baroda, Kathiawar, Cutch,  | 1 milhão (em territórios britânicos). Mortalidade desconhecida para os estados principescos. |
| 1905–06                                               |                                                                     | Bombai | Bundelkhand                                                      | 235,062 em Bombai (dos quais 28.369 atribuída a cólera). Mortalidade desconhecida para Bundelkhand. |
| 1943–44                                               | Fome de 1943 em Bengala                                             | Bengala |                                                                  | 1.5 milhões de inanição; 3,5 milhões de mortes, incluindo de epidemias. |

### Fomes
- Ambirajan, S. (1976), «Malthusian Population Theory and Indian Famine Policy in the Nineteenth Century», Population Studies, 30 (1): 5–14
- Arnold, David; Moore, R. I. (1991), Famine: Social Crisis and Historical Change (New Perspectives on the Past), ISBN 0631151192, Wiley-Blackwell.  Pp. 164
- Bhatia, B. M. (1991), Famines in India: A Study in Some Aspects of the Economic History of India With Special Reference to Food Problem, 1860–1990, ISBN 8122002110, Stosius Inc/Advent Books Division.  Pp. 383
- The Cambridge economic history of India, Volume 2, ISBN 9780521228022, Cambridge University Press, 1983
- Davis, Mike (2001), Late Victorian Holocausts, ISBN 9781859847398, Verso Books
- Dutt, Romesh Chunder, Open Letters to Lord Curzon on Famines and Land Assessments in India, ISBN 1402151152, 1900 (reprinted 2005), London: Kegan Paul, Trench, Trubner & Co. Ltd (reprinted by Adamant Media Corporation)
- Dyson, Tim (1991), «On the Demography of South Asian Famines: Part I», Population Studies, 45 (1): 5–25
- Dyson, Tim (1991), «On the Demography of South Asian Famines: Part II», Population Studies, 45 (2): 279–297
- Dyson, Time (ed.) (1989), India's Historical Demography: Studies in Famine, Disease and Society, Riverdale MD: The Riverdale Company.  Pp. ix, 296
- Famine Commission (1880), Report of the Indian Famine Commission, Part I, Calcutta
- Fieldhouse, David (1996), «For Richer, for Poorer?», in:  Marshall, P. J., The Cambridge Illustrated History of the British Empire, ISBN 0521002540, Cambridge: Cambridge University Press.  Pp. 400, pp. 108–146
- Ghose, Ajit Kumar (1982), «Food Supply and Starvation: A Study of Famines with Reference to the Indian Subcontinent», Oxford Economic Papers, New Series, 34 (2): 368–389
- Government of India (1867), Report of the Commissioners Appointed to Enquire into the Famine in Bengal and Orissa in 1866, Volumes I, II, Calcutta
- Grada, Oscar O. (1997), «Markets and famines: A simple test with Indian data», Economic Letters, 57: 241–244
- Grove, Richard H. (2007), «The Great El Nino of 1789–93 and its Global Consequences: Reconstructing an Extreme Climate Even in World Environmental History», The Medieval History Journal, 10 (1&2): 75–98, doi:10.1177/097194580701000203
- Hall-Matthews, David (2008), «Inaccurate Conceptions: Disputed Measures of Nutritional Needs and Famine Deaths in Colonial India», Modern Asian Studies, 42 (1): 1–24, doi:10.1017/S0026749X07002892
- Hardiman, David (1996), «Usuary, Dearth and Famine in Western India», Past and Present (152): 113–156
- Hill, Christopher V. (1991), «Philosophy and Reality in Riparian South Asia: British Famine Policy and Migration in Colonial North India», Modern Asian Studies, 25 (2): 263–279
- Imperial Gazetteer of India vol. III (1907), The Indian Empire, Economic (Chapter X: Famine, pp. 475–502, Published under the authority of His Majesty's Secretary of State for India in  Council, Oxford at the Clarendon Press.  Pp. xxx, 1 map, 552.
- Klein, Ira (1973), «Death in India, 1871-1921», The Journal of Asian Studies, 32 (4): 639–659
- McAlpin, Michelle B. (1983), «Famines, Epidemics, and Population Growth: The Case of India», Journal of Interdisciplinary History, 14 (2): 351–366
- McAlpin, Michelle B. (1979), «Dearth, Famine, and Risk: The Changing Impact of Crop Failures in Western India, 1870–1920», The Journal of Economic History, 39 (1): 143–157
- McGregor, Pat; Cantley, Ian (1992), «A Test of Sen's Entitlement Hypothesis», The Statistician, 41 (3 Special Issue: Conference on Applied Statistics in Ireland, 1991): 335–341, JSTOR 2348558
- Mellor, John W.; Gavian, Sarah (1987), «Famine: Causes, Prevention, and Relief», Science (New Series), 235 (4788): 539–545, JSTOR 1698676
- Owen, Nicholas (2008), The British Left and India: Metropolitan Anti-Imperialism, 1885–1947 (Oxford Historical Monographs), ISBN 0199233012, Oxford: Oxford University Press.  Pp. 300
- Sen, A. K. (1977), «Starvation and Exchange Entitlements: A General Approach and its Application to the Great Bengal Famine», Cambridge Journal of Economics
- Sen, A. K. (1982), Poverty and Famines: An Essay on Entitlement and Deprivation, ISBN 0198284632, Oxford: Clarendon Press.  Pp. ix, 257
- Stone, Ian, Canal Irrigation in British India: Perspectives on Technological Change in a Peasant Economy (Cambridge South Asian Studies), ISBN 0521526639, Cambridge and London: Cambridge University Press.  Pp. 389
- Roy, Tirthankar, Natural Disasters and Indian History: Oxford India Short Introductions, ISBN 9780198075370, Oxford University Press
- Roy, Tirthankar, Monsoon Economy: The Price of Conquering Nature, ISBN 9789357089142, Penguin Business

### Epidemias e Saúde Pública
- Banthia, Jayant; Dyson, Tim (1999), «Smallpox in Nineteenth-Century India», Population and Development Review, 25 (4): 649–689, doi:10.2307/172481
- Caldwell, John C. (1998), «Malthus and the Less Developed World: The Pivotal Role of India», Population and Development Review, 24 (4): 675–696, doi:10.2307/2808021
- Drayton, Richard (2001), «Science, Medicine, and the British Empire», in:  Winks, Robin, Oxford History of the British Empire: Historiography, ISBN 0199246807, Oxford and New York: Oxford University Press, pp. 264–276
- Derbyshire, I. D. (1987), «Economic Change and the Railways in North India, 1860-1914», Population Studies, 21 (3): 521–545, doi:10.2307/312641
- Klein, Ira (1988), «Plague, Policy and Popular Unrest in British India», Modern Asian Studies, 22 (4): 723–755, doi:10.2307/312523
- Watts, Sheldon (1999), «British Development Policies and Malaria in India 1897-c. 1929», Past and Present (165): 141–181, doi:10.2307/651287
- Wylie, Diana (2001), «Disease, Diet, and Gender: Late Twentieth Century Perspectives on Empire», in:  Winks, Robin, Oxford History of the British Empire: Historiography, ISBN 0199246807, Oxford and New York: Oxford University Press, pp. 277–289